# Dalmát Királyság (1815–1918)
A Dalmát Királyság (németül: Königreich Dalmatien, olaszul: Regno di Dalmazia, horvátul: Kraljevina Dalmacija) az Adriai-tenger keleti partján fekvő osztrák koronatartomány (Kronland). 1797-től 1867-ig a Habsburg Birodalom tartománya, kivéve 1805–1815 között, ekkor a napóleoni Francia Császárság része. 1867-től az Osztrák–Magyar Monarchián belül az Osztrák Császárság (Ciszlajtánia) koronatartománya. A Monarchia 1918-as széthullása után a délszláv állam szerezte meg, 1991-től az önálló Horvátországhoz került. A koronatartomány székhelye Zára volt, a mai Zadar.

## Történelme

### A koronatartomány létrejötte (1797–1805)
Dalmácia a középkorban a Horvát és a Magyar Királysággal perszonálunióban álló királyság volt, amelyet külön dalmát bán irányított a király nevében, mígnem a Velencei Köztársaság birtoka lett. A francia forradalom után kitört forradalmi háborúban (1792–1797) a francia forradalmi hadsereg legyőzte a Habsburg Birodalom vezetésével ellene szerveződött európai koalíciót, Bonaparte Napóleon tábornok 1797-ben elfoglalta Velencét és megdöntötte a Köztársaság hatalmát. Az 1797. október 17-én megkötött Campo Formió-i békeszerződés értelmében a Habsburg Birodalom a franciák javára lemondani kényszerült Dél-Németalföldről és Lombardiáról, cserébe megkapta Velence itáliai és adriai szárazföldi birtokait. A dalmáciai és a Cattarói-öböl környéki velencei birtokokból Bécs megszervezte a Dalmácia nevű osztrák koronatartományt (Kronland). Ennek területe északon Rab szigeténél és Karlobagnál (Carlopago) kezdődött, és délen Budváig (Budua) húzódott. A Raguzai Köztársaság ekkor független városállam maradhatott. A Dalmát Királyság címere kék mezőben három arany oroszlánfej.
Az 1797-ben frissen megszerzett Dalmácia külön koronatartomány lett, nem egyesítették a Mária Terézia által még 1745-ben létrehozott Dalmát–Horvát–Szlavón Hármas Királysággal, amely valójában csak Horvát–Szlavónországot jelentette, az akkor még velencei Dalmácia nevének hozzáadása csupán a Habsburg Birodalom területi igényének fenntartását jelezte.

### Francia megszállás (1805–1814)
1805-ben, a harmadik koalíciós háborúban Napóleon csapatai ismét legyőzték Ausztriát és szövetségeseit. Az 1805-ös pozsonyi békeszerződés értelmében Dalmáciát és Isztriát a Francia Császárság szerezte meg, és mindkét tartományt a csatlós Itáliai Királysághoz csatolta. Az ötödik koalíciós háború végén, az 1809-es schönbrunni békeszerződésben Ausztria további területeket veszített. Napóleon az 1805–1809 között megszerzett osztrák területekből: Dalmáciából, Horvátországnak a Szávától délre fekvő feléből, Isztriából, Triesztből, Görzből, Krajnából és Nyugat-Karintiából létrehozta az Illír tartományokat, amelyek közvetlen francia közigazgatás alá kerültek.
Napóleon bukása után, az 1814-es párizsi békeszerződésben az Illír tartományok területe visszakerült a Habsburg Birodalomhoz. 1815-ben a bécsi kongresszus a teljes területet, immár beleértve a felszámolt Raguzai Köztársaság területét is, Ausztriának ítélte. Ausztria helyreállította a két koronatartományt, Dalmáciát és a Horvát-Szlavón Királyságot. A megnövelt területű Habsburg Dalmácia tartomány legdélibb települése ekkor Spizza (a mai Sutomore) volt, az Oszmán Birodalom határán, a montenegrói Bar tartomány szomszédja.
A volt francia császári tartomány többi részét (Krajnát, Felső-Karintiát – nagyjából a mai Szlovénia területét – és az Isztriai-félszigetet) az Illír Királyság nevű új Habsburg koronatartományban egyesítették, amely 1849-ig állt fenn. 

### A bécsi kongresszustól a kiegyezésig (1815–1867)
Az osztrákok erődöt építettek a Prevlaka-félszigeten, innen katonai ellenőrzés alá vonták a Cattarói-öböl hajóforgalmát. Az 1848–49-es forradalmak leverése után, a neoabszolutisztikus berendezkedés keretben az osztrákok Dalmáciát és a Horvát-Szlavón Királyságot a horvát bán fennhatósága alá rendelték. (A báni tisztséget ez időben betöltő Josip Jelačić tábornagy lett Dalmácia kormányzója is).
1861-ben a februári pátens értelmében megalakult a dalmát tartományi gyűlés (Landtag). A képviselők többsége az olasz ajkú elitből került ki, ők Dalmáciát az ausztriai tartományok sorában akarták tartani, és szemben álltak Dalmácia szláv többségű lakosságával, akik a Horvát-Szlavón Királysággal való egyesítést követelték. A tartományi gyűlés pártjai közül a kis szláv nemzeti párt (narodna stranka) képviselői 1861. október 9-én az uralkodónak átadott petícióban követelték a Mária Terézia által alkotott Dalmát–Horvát–Szlavón Hármas Királyság helyreállítását, és az egyesült tartomány számára (Ausztrián belül) ugyanazt az önálló státuszt kívánták, mint amilyent a Magyar Királyság élvezett a Habsburg Birodalmon belül, az 1848–49-es forradalom és szabadságharc leveréséig.

### Az Osztrák–Magyar Monarchiában (1867–1918)
Az 1867-es osztrák–magyar kiegyezés után Horvát–Szlavón Királyság, mint autonóm tartomány az addigi Habsburg Birodalom keleti feléhez, Transzlajtániához került, a Magyar Szent Korona országai közé, Dalmáciát viszont a Birodalom nyugati feléhez, Ciszlajtániához csatolták, az Osztrák Császárság része lett. Dalmácia addig hivatalosan Horvát–Szlavónországgal volt egyesítve, ennek megszüntetése a horvát többségű lakosság követelésével szemben valósult meg. Ezt a megosztott helyzet politikai konfliktusok sorát hozta, ennek ellenére a dualista állam kormányai a végsőkig, a Monarchia széthullásáig fenntartották a két tartomány elkülönítését.
Az osztrák Dalmáciában továbbra is az olaszt használták hivatalos nyelvként, hasonlóan a korábbi velencei időkhöz. 1870-re a délszláv nemzeti pártok többséget szereztek a dalmát tartományi gyűlésben is, a következő két évtizedben a tartományi gyűlés tárgyalási nyelve a horvát és szerb lett. Az állami hivatalokkal folytatott külső levelezésében, ügyintézésben az (azonosnak tekintett) horvát vagy szerb nyelvet az olasszal egyenrangúnak minősítették, a tartományi hivatalok belső kommunikációjában azonban továbbra is kizárólag az olasz nyelvet használták évekig. A dalmáciai helyneveket még az osztrák központi birodalmi hatóságok német nyelvű dokumentumaiban is olasz névformában írták. Ez a helyzet egészen az első világháború kitöréséig fennmaradt.

### Megszűnése (1918)
A Monarchia felbomlása után, 1918 végén Dalmácia, Horvát–Szlavónországgal, Dél-Stájerországgal, Dél-Baranyával és a Vajdasággal együtt a Szerb–Horvát–Szlovén Királysághoz került, ez 1929-ben a Jugoszlávia nevet vette fel. 1991-ben a függetlenné vált Horvátország szerezte meg a délszláv háborúban, súlyos harcok árán.

## Népesség
A hivatalos (osztrák) statisztikák szerint Dalmácia tartomány lakossága a következőképpen alakult:
- 1869-ben 458 611 fő (ebből 384 180 szláv, 55 020 olasz)
- 1880-ban 476 101 fő (ebből 440 282 szláv, 27 305 olasz),
- 1900-ban a Dalmát királyság területe 12 835 km² volt, lakosainak száma 610 000 fő, ebből 565 000 szláv (horvát és szerb), 15 000 olasz és 2300 német–osztrák. A lakosság 83%-a római katolikus volt, mintegy 100 000 fő (kb. 16,5%) vallotta magát pravoszláv vallásúnak.[1] A kopár talajviszonyok miatt Dalmácia a Habsburg Monarchia legszegényebb koronatartománya volt.

## Hatalmi szervek, törvényhozás, közigazgatás

### Dalmácia kormányzói és helytartói

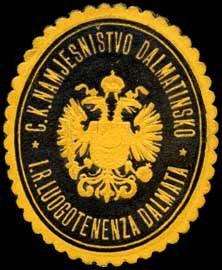
A helytartó pecsétje

Az uralkodót és a bécsi császári kormányzatot Dalmáciában a császár által kinevezett polgári és katonai kormányzó képviselte, aki a tartomány székvárosában, Zárában (ma: Zadar) rezideált. 1861-ben a februári pátens értelmében megalakult a dalmát tartományi gyűlés, ettől kezdve a császárt a helytartó  (németül: Statthalter, olaszul: Luogotenente) képviselte (1868-ig helytartó hivatalos címe „a Dalmát Királyság tartományi főnöke” (Landeschef des Königreiches Dalmatien) volt. A helytartói ill. tartományfőnöki tisztséget betöltő főtisztviselők listája:
Polgári és katonai kormányzók
- 1815–1831: Franjo Tomašić
- 1831–1841: Wenzeslau Lilienberg Water
- 1841–1847: Ivan August Turszky
- 1847:      Matija Rukavina
- 1848–1859: Josip Jelačić táborszernagy
- 1859–1861: Lazarus von Mamula báró, 1861-től tartományfőnök

Tartományfőnökök, helytartók
- 1861–1865: Lazarus von Mamula báró
- 1865–1868: Franz von Philippovich (Filipović)
- 1868–1869: Johann Wagner
- 1869: Gottfried von Auersperg
- 1869–1870: Julius Fluk von Leidenkron
- 1870–1881: Gabriel von Rodich (Gabrijel / Gavrilo Rodić) báró, táborszernagy (1873-tól)
- 1882–1885: Stephan von Jovanovich (Stjepan Jovanović) báró
- 1885–1886: Ludwig (Ludovik) von Cornaro báró
- 1886–1890: Karl (Dragutin) von Blažeković
- 1890–1902: Emil von David gróf
- 1902–1905: Erasmus von Handel gróf
- 1905–1911: Nikolaus (Nikola) Nardelli báró
- 1911–1918: Marius (Mario) von Attems gróf

### A dalmát tartományi gyűlés

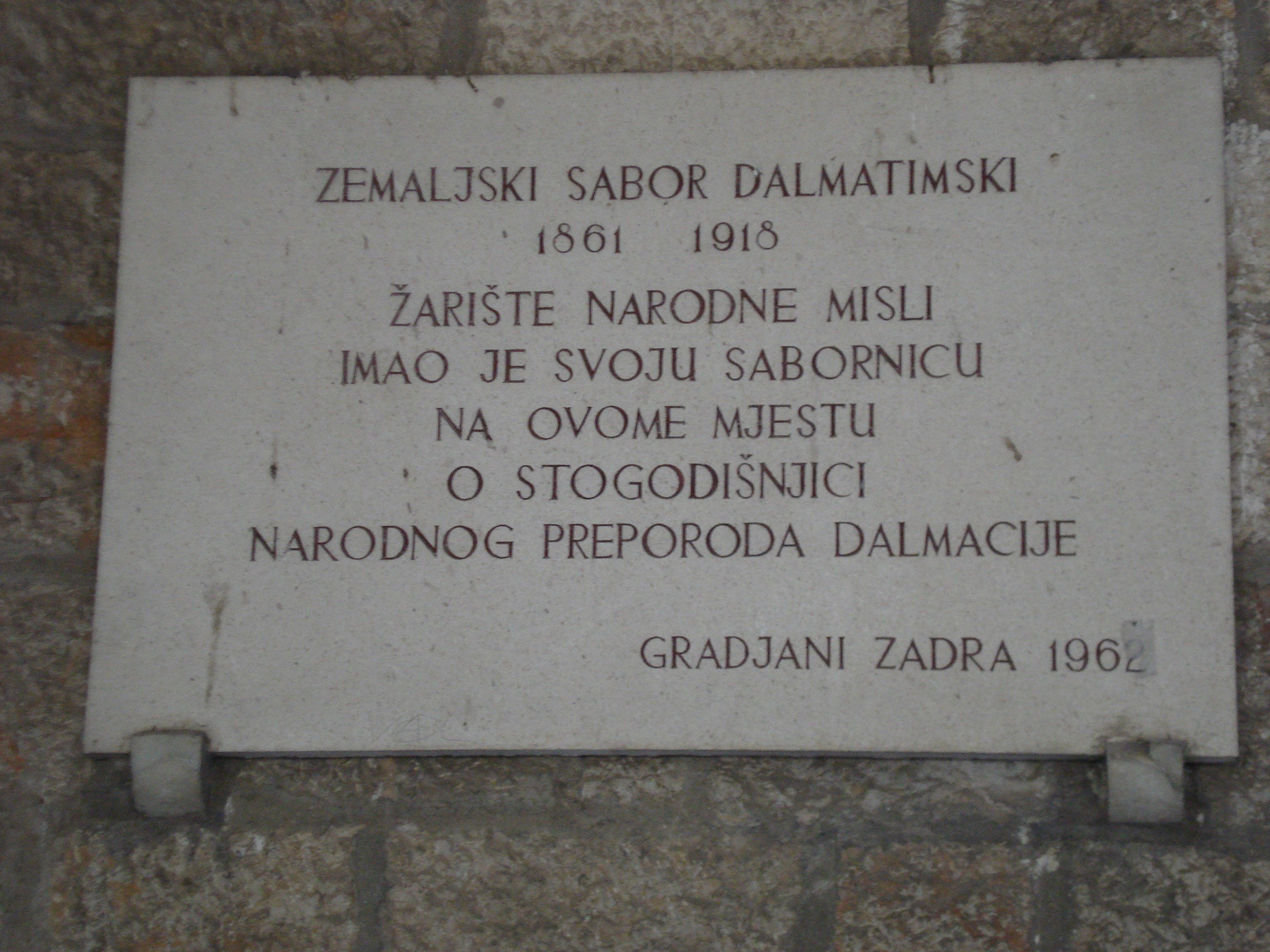
A dalmát tartományi gyűlés emléktáblája Zárában

A helytartó nevezte ki – a császár nevében, Bécs előzetes jóváhagyásával – a tartományi gyűlés elnökét, akit tartományi elöljárónak (Landeshauptmann) neveztek. Az elöljáró vezette a tartományi gyűlés üléseit és tartomány követségét (a birodalmi gyűlésben). A helytartó a tartomány birodalmi közigazgatását képviselte, ezt állami igazgatásnak (Staatsverwaltung-nak) neveztek, és meghatározott felügyeleti jogokat gyakorolt a tartományi közigazgatás fölött is (ezt „autonóm igazgatásnak”, autonome Verwaltung-nak nevezték). A tartományi gyűlés törvényjavaslatait a helytartó küldte fel Bécsbe, legfelső jóváhagyásra. Végül a helytartó volt a helytartósági hivatal főnöke is, mely azokat a jogköröket gyakorolta, melyeket az összbirodalmi igazgatás magának tartott fenn.
Dalmácia legfelsőbb politikai hatósága a Zárában székelő császári helytartóság, ugyanitt volt a Tartományi Legfelső Bíróság, és a Tartományi Bíróság székhelye is. Utóbbihoz három haditörvényszék és 33 kerületi törvényszék tartozott. A tartomány 841 települést számlált, melyek kerületekbe voltak tagolva, élükön kerületi elöljáróságokkal (Bezirkshauptmannschaft).

### Kerületi elüljáróságok
| Kerületi elöljáróság | km²  | lakos   |
| -------------------- | ---- | ------- |
| Benkovac             | 1581 | 38 481  |
| Cattaro              | 674  | 37 096  |
| Curzola              | 590  | 27 352  |
| Imoski               | 646  | 36 737  |
| Knin                 | 1408 | 51 608  |
| Lesina               | 413  | 28 005  |
| Macarsca             | 538  | 25 588  |
| Metkovic             | 384  | 14 160  |
| Ragusa               | 778  | 40 939  |
| Sebenico             | 962  | 51 293  |
| Sinj                 | 1336 | 52 516  |
| Spalato              | 1889 | 114 687 |
| Zara                 | 1636 | 75 322  |